# Lista de Membros Correspondentes da Academia Brasileira de Ciências Empossados em 1992
Esta lista contém os nomes dos membros correspondentes da Academia Brasileira de Ciências empossados em 1992. 
| Imagem | Nome                   | Datas de nascimento e falecimento | Local de nascimento | Área de especialização | Alma mater                     | Data de posse           | Conhecido por | Referências |
| ------ | ---------------------- | --------------------------------- | ------------------- | ---------------------- | ------------------------------ | ----------------------- | ------------- | ----------- |
|        | Gilles O. Allard       | 12 de dezembro de 1927            |                     | Ciências da Terra      |                                | 28 de fevereiro de 1992 |               | [ 2 ]       |
|        | Marguerite Rinaudo     | 30 de julho de 1939               |                     | Ciências Químicas      |                                | 28 de fevereiro de 1992 |               | [ 3 ]       |
|        | Wolfgang Johannes Junk | 24 de junho de 1942               |                     | Ciências Biológicas    | Universidade de Bonn, Alemanha | 28 de fevereiro de 1992 |               | [ 4 ]       |